# Cantó de Tolosa-10
El cantó de Tolosa-10 és un cantó francès del departament de l'Alta Garona, a la regió d'Occitània. Està inclòs al districte de Tolosa, està format per una part del municipi que és el cap de la prefectura, Tolosa de Llenguadoc.

## Barris
- Empalot
- Jules Julien
- Les Recollets
- Pouvourville
- Rangueil
- Saint-Agne
- Saint-Roch